# Ewa Klamt
Ewa Klamt (ur. 26 maja 1950 w Straubingu) – niemiecka polityk, przez dwie kadencje posłanka do Parlamentu Europejskiego z ramienia CDU, deputowana krajowa.

## Życiorys
Kształciła się w Stanach Zjednoczonych, m.in. w zakresie anglistyki i matematyki w ramach University System of Maryland. Od lat 70. pracowała jako nauczycielka w szkołach średnich w Cloppenburgu i później w Gifhorn, była także tłumaczem. W latach 90. wchodziła w skład władz miejskich w Gifhorn, od 1996 do 2006 była radną powiatową. Pełniła kierownicze funkcje w powiatowych i regionalnych władzach Unii Chrześcijańsko-Demokratycznej.
W 1999 z listy CDU po raz pierwszy uzyskała mandat deputowanej do Parlamentu Europejskiego. W wyborach w 2004 z powodzeniem ubiegała się o reelekcję z ramienia CDU. Była członkinią grupy chadeckiej, pracowała m.in. w Komisji Wolności Obywatelskich, Sprawiedliwości i Spraw Wewnętrznych. W PE zasiadała do 2009. W tym samym roku bezskutecznie kandydowała do krajowego Bundestagu. W niższej izbie niemieckiego parlamentu zasiadła jednak w 2010, wykonując mandat do 2013.